# 唐聲瓚
唐聲瓚（1922年—）是一位工程师。

## 生平
生於湖南湘潭人，1940年畢業於湖南長郡中學高12班，入讀並畢業於國立湖南大學機械系、成都空軍機械學校高级班13期。民國37年（1938年）去台灣，退役後任職裕隆汽車製造股份有限公司生管室工程師，為裕隆公司建立工業工程制度，實施結果，使得工廠的工作效率大增，產量上升，成本降低，並將此制度推行於其他工廠，因而打響了名號，成為各外商公司爭相聘用的對象。後赴美國。歷任美國飛歌公司副總經理。美國Shugart Associates公司高級工程師。著有《工業工程與工廠管理》（1978年）、《思往集》（2002年）。1986至1987年被選入《加州名人錄》。1988年12月，经谢伯纯引荐，唐声瓒博士投资700万美金与重庆国防工厂联营生产微型汽油机，并支持其故乡湘潭市生产微型汽车。2010年始，湖南大學機械學院頒發唐聲瓚教授獎學金。

## 著作
《工業工程與工廠管理》，1985年，經濟日報社。